# محمد خيري المفتي
محمد خيري بن عبد الكريم المفتي، مؤلف وعالم في الفرائض الشرعية، سوري، ولد في قضاء الميادين في سوريا عام 1324هـ/1906م، وهو ابن الشيخ عبد الكريم بن ملا قاسم بن محمد بن عبد الله آل عريم العاني. ولقد كان والده عبد الكريم يشغل منصب مفتي قضاء الميادين في عهد الدولة العثمانية من أعمال دير الزور، وكذلك عمه أحمد عارف بن الملا قاسم شغل منصب مفتي عنة في العراق في عهد الدولة العثمانية. وهو من عائلة عراقية الأصل من مدينة عنة ومعروف مركزها الديني والاجتماعي وكان جده قاسم أفندي مفتي عانة.

## نشأته ودراسته
نشأ محمد خيري في قضاء الميادين وتعلم القراءة والكتابة وحفظ القرآن عند الكتاتيب وهو صغير، ثم التحق بالمدارس الدينية في دير الزور ليعمل بعد تخرجه في المحاكم الشرعية السورية، حيث تخصص في علم الفرائض الشرعية الإسلامية.

## من مؤلفاته وأعماله

نسخة من غلاف كتاب علم الفرائض والمواريث في الشريعة الإسلامية الذي طبعه ولده منذر عام 1983

كان محمد خيري نابغا في علم الفرائض الشرعية الإسلامية وعلم المواريث وكذلك بحكم عمله لفترة في المحاكم الشرعية، وتوليه أمر حساب الفرائض ومناسخاتها مدة طويلة مما جعله يلمس ويشعر حاجة أهل زمانه إلى زيادة تبسيط فيما دونه علماء المسلمين ليكون سهل المنال، ولا يحتاج في فهمهِ وتطبيقهِ إلى عنـاء. فألف الكثير من المؤلفات القيمة ومنها كتاب علم الفرائض والمواريث في الشريعة الإسلامية والقانون السوري (مع أمثله ومسائل عملية). مع الشرح الوافي لما جاء في المرسوم 59 لعام 1953م.

## من وظائفه
- كاتب شرعي في المحكمة الشرعية في الحسكة.
- رئيس كتاب المحكمة الشرعية في دير الزور.
- رئيس ديوان المحكمة الشرعية في دمشق، وشغل المنصب من عام 1951 لغاية وفاته عام 1964.

## وفاته
توفي محمد خيري المفتي في يوم 27 محرم 1384هـ/ 8 حزيران 1964م، ودفن في مقبرة الدحداح في سوريا.

## من عائلته
- ولده منذر محمد خيري المفتي نائب رئيس محكمة النقض بدمشق.
- محمد شكري بن عبد الكريم المفتي، وهو أخوه، وكان كاتبا ومؤرخا ولغويا وحصل على منصب عميد معهد الفنون الجميلة في بغداد، (1909- 1972م).
- توفيق بن أحمد عارف بن الملا قاسم، وهو ابن عمه وكان رحالة وباحث وأديب، ولد في مدينة عنة بمحافظة الأنبار، عام 1308هـ/1890م.[3]
- قاسم بن توفيق المفتي، (1924 -2002م)، وهو باحث علمي وطبيب عراقي.[4]